# Anares Föderation anarchistischer Vertriebe
Die Anares Föderation anarchistischer Vertriebe (kurz und im Folgenden Anares genannt) war ein 1985 ins Leben gerufener und bis Ende der 1990er Jahre aktiver freiwilliger, basisdemokratischer Zusammenschluss eigenständiger Projekte im deutschsprachigen Raum (in Deutschland, Österreich und der Schweiz) mit dem Ziel, anarchistische Literatur zu fördern, zu drucken und zu verbreiten.

## Geschichte
Anares geht zurück auf den um 1975 in Gummersbach gegründeten „Freiheitlichen Buchvertrieb“. 1978 wurde der Trotzdem Verlag in Grafenau gegründet, 1981 der dermassen-Buchvertrieb (Vorläufer von Anares Schweiz) in Bern (später Hilterfingen), 1982 der Verlag Monte Verita in Wien. Zusammen mit dem Dachkammer Buchvertrieb in Mannheim und dem später aufgelösten Schwarzmeer-Vertrieb in Stuttgart bildeten diese Projekte die Gründungsmitglieder der Anares Föderation.
1990 trat die vormalige „AG Selbstorganisation“ als „Anares Nord“ (angesiedelt in Sehnde bei Hannover, 1998 Umzug nach Uetze, 2000 nach Bremen) der Föderation bei. Die Zusammenarbeit in der Föderation wurde nie durch einen schriftlichen Vertrag o. ä. fixiert. Die einzelnen Gruppen der Föderation arbeiteten als eigenverantwortliche Projekte. Der Rahmen der Kooperation wurde durch Rundbriefe und gemeinsame Treffen gesteckt. Die Einzelprojekte verfolgten jeweils auch eigenständige inhaltliche und publizistische Vorhaben. So betrieb Anares Nord – ab 2000 fiel nach der Auflösung der Föderation der Zusatz „Nord“ weg – nach dem Umzug nach Bremen bis 2006 unter dem Namen „Andere Seiten“ einen Buchladen.
Der Trotzdem Verlag gab die anarchistische Zeitschrift „Schwarzer Faden“ heraus und der Schweizer Anares-Ableger war zeitweilig an der Herausgabe der Zeitschrift „Banal“ beteiligt. Über rund 10 Jahre hinweg (bis etwa 1995) gab es jedoch eine intensive Zusammenarbeit.
Von allen Einzelprojekten gemeinsam wurden die „Anares-Bibliographie lieferbarer anarchistischer Bücher“ herausgegeben (3 Ausgaben, 1988/1989, 1991/1992 und 1995/1996) sowie das kostenlos verschickte „Anares Info“ (1985–1999 in 53 Ausgaben, Format zunächst DIN A 5, ab Nummer 45 dann aufgrund des günstigeren Portos DIN lang, Auflage zunächst 1000, später bis zu 3000 Exemplare, die Nr. 53 wurde einmalig in 5500 Exemplaren gedruckt). Es gab zudem eine ökonomische Kooperation untereinander (Tauschökonomie, d. h. Buchlieferungen innerhalb der Föderation wurden gegeneinander verrechnet).
Auch die „Libertäre Buchmesse“ im Rahmen der „Libertären Tage“ 1993 in Frankfurt wurde von Anares organisiert. Ein jahrelanges gemeinsames Ziel war schließlich die Reaktivierung der „Gilde freiheitlicher Bücherfreunde“ der anarchosyndikalistischen Freien Arbeiter-Union Deutschlands (FAUD), die von 1929 bis 1933 bestand, doch reichten die persönlichen Kräfte zur Umsetzung dieses ehrgeizigen Vorhabens letztlich nicht aus.
Neben den von allen gemeinsam getragenen Vorhaben gab es noch einzelne Aktivitäten, die von 2 oder 3 Projekten der Föderation gemeinsam realisiert wurden, so z. B. einige in Kooperation herausgegebene Bücher, etwa die Bibliographien zu Peter Kropotkin und Gustav Landauer und die – teilweise mit neuen Vorworten versehenen – Neuausgaben Das Recht auf Faulheit von Paul Lafargue und Gott und der Staat von Michail Bakunin. Ferner erschienen als Kooperationen unterschiedlicher Anares-Projekte etliche Antiquariatskataloge.
So wie die Föderation über kein offizielles Gründungsdokument verfügt, so erfolgte auch nie eine öffentliche Auflösung. Die Erosion der Föderation war ein schleichender Prozess: einzelne Gruppen beendeten ihre Arbeit, ab Ende der 1990er Jahre gab es keine Treffen und gemeinsamen Publikationen mehr. Nach der Auflösung von Anares in Bremen Ende 2013 existiert nur noch das Comenius-Antiquariat in Hilterfingen/Schweiz als letztes Überbleibsel der ehemaligen Anares Föderation. Der Gründer von Anares in Bremen, Gerald Grüneklee, verkauft nach der Auflösung seit 2014 die Restbestände des Vertriebs unter dem Namen Der Ziegelbrenner.

## Struktur
Auf der Webseite der Föderation sind unter Anares Verlage angegeben:
- Edition Anares
- Edition Wahler
- Espero
- Oppo Verlag
- Schwarzer Faden
- Trotzdem Verlag
- Verlag der häretischen Blätter

## Selbstverständnis
Die Zusammenarbeit erfolgte auf der Grundlage eines libertären Föderalismus, der sich vom staatlich-politischen Föderalismus u. a. durch seinen strikt basisdemokratischen Charakter unterscheidet. Betont wurde der dezentrale Charakter: so waren die einzelnen Projekte Ansprechpartner als Wiederverkäufer für bestimmte Verlage sowie als Lieferanten an die Endkunden für bestimmte Postleitzahlbereiche zuständig (eine Ausnahme bildeten bei letzterem antiquarische Bücher, die nur bei einem einzelnen Projekt verfügbar waren). Durch die dezentrale Organisation erhoffte man sich einen besseren, direkteren Kontakt zu Lieferanten und Kunden. Zudem sollte dadurch eine stärkere regionale Anbindung bei der politischen Arbeit sowie bei Veranstaltungen und Büchertischen gewährleistet werden.
Ein weiteres Merkmal der Föderation war der im Rahmen des anarchistischen Spektrums stark pluralistische Ansatz: obgleich die individuellen Schwerpunkte der einzelnen in der Föderation organisierten Personen durchaus unterschiedlich waren, begriff man Anares als Service-Institution für „pazifistische, kommunistische, individualistische, religiöse, syndikalistische, feministische, sandinistische, undsoweiteristische AnarchistInnen“.

## Trivia
Der Name Anares leitet sich ab vom Buch Die Enteigneten von Ursula K. LeGuin, in dem es einen libertär organisierten Planeten namens „Anarres“ gibt.